# 蒙特马内乌
蒙特马内乌，是西班牙加泰罗尼亚巴塞罗那省的一个市镇。总面积14平方公里，总人口178人（2001年），人口密度13人/平方公里。